# Kaptopril
Kaptopríl je bil prvi klinično uporabljeni zaviralec angiotenzin pretvarjajočega encima z razmeroma kratkotrajnim učinkovanjem. Uporablja se za zdravljenje povišanega krvnega tlaka in kongestivne odpovedi srca.

## Mehanizem delovanja
Kaptopril zavira angiotenzin pretvarjajoči encim (angiontenzin-konvertaza) in s tem prepreči pretvorbo angiotenzina I v aktivno obliko angiotenzin II. Angiotenzin II se veže na angiotenzinske receptorje in deluje kot močan vazokonstriktor ter posledično poviša arterijski krvni tlak in poveča srčno poobremenitev, s tem pa tudi negativno vpliva na srce. Povzroča tudi trajnejše spremembe v sami steni arterij, kot so hiperplazija gladkomišičnih celic žilne medije, povečana občutljivost žilne stene na vazokonstriktorne snovi, potencirano delovanje simpatičnega živčevja in zmanjšano sproščanje dušikovega oksida (NO), kar vodi v nastanek arterijske hipertenzije in ateroskleroze. Pod vplivom angiotenzina II se zadebeli tudi stena venčnih arterij, v njih pospešeno nastajajo aterosklerotični plaki in spremenijo se hemoreološke lastnosti krvi, tako da se poveča tveganje za trombozo.
Kaptopril zmanjšuje upor tudi v ledvičnem ožilju, povečuje pretok krvi skozi ledvice, glomerulno filtracijo, izločanje natrija in vode, ohranja kalij, zmanjšuje izločanje beljakovin, kopičenje velemolekul v mezangiju ter tako preprečuje okvaro mezangija in razvoj glomeruloskleroze. Na tak način ohranja in tudi izboljšuje delovanje ledvic in upočasnjuje razvoj kroničnih napredujočih bolezni ledvic (zlasti diabetične nefropatije) tudi pri bolnikih, ki še nimajo hipertenzije. Ta učinek kaptoprila je neodvisen od njegovega antihipertenzijskega delovanja.

## Indikacije
Kaptopril se uporablja pri zdravljenju:
- vseh oblik arterijske hipertenzije,
- srčnega popuščanja,
- disfunkcije levega prekata po infarktu srčne mišice

in pri preprečevanju ledvične odpovedi pri bolnikih z diabetično nefropatijo ali drugo kronično ledvično boleznijo (s hipertenzijo ali brez nje).

## Neželeni učinki
Posebnost kaptoprila (in zofenoprila) je skupina –SH v strukturi molekule; ta skupina je odgovorna za določene neželene učinke, kot so kožni izpuščaji, motnje okusa, nevtropenija in obsežna proteinurija. Drugi neželeni učinki, k so značilni za vse predstavnike zaviralcev angiotenzin pretvarjajočega encima, so suh kašelj, hipotezija (znižan krvni tlak) in reverzibilna ledvična odpoved.

## Sinteza
Kemično se kaptopril sintetizira iz L-prolina, ki v bazičnih razmerah (v prisotnosti NaOH) reagira z  (2S)-3-acetiltiio-2-methilpropanoil kloridom , nato pa sledi aminoliza zaščitne acetilne skupine, pri čemer nastane prosta SH-skupina.